# Ariabignes
Ariabignes (altgriechisch Ἀριαβίγνης; * vor 522 v. Chr.; † 480 v. Chr. bei Salamis) war ein Angehöriger der persischen Achämenidendynastie im 5. vorchristlichen Jahrhundert. Er war der jüngste der drei Söhne des Großkönigs Dareios I. aus dessen erster Ehe mit einer Tochter des Gobryas. Seine Vollbrüder waren Artobazanes und Ariamenes.
Während der Invasion Griechenlands durch Xerxes I. im Jahr 480 v. Chr. kommandierte Ariabignes die ionischen und karischen Geschwader der persischen Flotte. Wie sein Bruder Ariamenes auch wurde er in der Seeschlacht von Salamis getötet.